# Municipio de Santa Ana Cuauhtémoc
El municipio de Santa Ana Cuauhtémoc es uno de los 570 municipios del estado mexicano de Oaxaca. Su cabecera es la localidad de Santa Ana Cuauhtémoc.

## Geografía
El municipio de Santa Ana Cuauhtémoc colinda al norte con los municipios de Mazatlán Villa de Flores, Huautepec y San Juan Coatzóspam; al este con los municipios de Chiquihuitlán de Benito Juárez y San Francisco Chapulapa; al sur con el municipio de San Miguel Santa Flor y al oeste con el municipio de Cuyamecalco Villa de Zaragoza.

## Localidades
El municipio de Santa Ana Cuauhtémoc cuenta con diez localidades.
| Localidad            | Población (2020) |
| -------------------- | ---------------- |
| Santa Ana Cuauhtémoc | 486              |
| San Martín Caballero | 55               |
| Agua Toro            | 40               |

## Gobierno
El municipio de Santa Ana Cuauhtémoc se rige mediante el sistema de usos y costumbres.
| Presidente municipal     | Periodo   |
| ------------------------ | --------- |
| Darío García Villar      | 1999-2001 |
| Próspero Pérez Mariscal  | 2002-2004 |
| Alejandro García Herrera | 2005-2007 |
| Mariano Herrera Marín    | 2008-2010 |
| Anastasio García Sánchez | 2011-2013 |
| Laurentino Torres García | 2013-2016 |
| Mario García Sánchez     | 2017-2019 |
| Honorio Granja García    | 2020-2022 |
| Gabriel García Nievas    | 2023-2025 |